# Delio Fernández
Delio Fernández Cruz (Moaña, província de Pontevedra, 17 de fevereiro de 1986) é um ciclista profissional espanhol. Atualmente corre para a equipa francês Team Delko de categoria UCI ProTeam.
Em categorias inferiores destacou como ciclista de ciclocross, chegando a participar nos mundiais da especialidade.
Em categoria sub-23 passou definitivamente ao ciclismo de estrada obtendo alguns postos de mérito que lhe valeram para dar o salto ao profissionalismo da mão do Xacobeo Galiza, em 2008.
Desde da sua estreia, desempenhou-se como gregário e tem tido opção de participar nas corridas mais importantes que disputava sua equipa.
Em 2010, depois do desaparecimento do Xacobeo Galiza, foi dos poucos componentes do modelo que pôde se manter em categoria amador, nas fileiras da equipa luso Onda, equipa onde permaneceu até 2012 sendo um dos ciclistas mais destacados da formação.

## Palmarés
- 2013
  - 1 etapa da Volta a Portugal
  - Grande Prêmio Liberty Seguros

- 2014
  - Troféu Joaquim Agostinho

- 2015
  - 2 etapas da Volta a Portugal

- 2017
  - Volta à Áustria

## Resultados em Grandes Voltas
| Corrida | Corrida         | 2008 | 2009  | 2010 | 2011 | 2012 | 2013 | 2014 | 2015 | 2016 | 2017 | 2018 | 2019 | 2020 | 2021 |
| ------- | --------------- | ---- | ----- | ---- | ---- | ---- | ---- | ---- | ---- | ---- | ---- | ---- | ---- | ---- | ---- |
|         | Giro d'Italia   | —    | 124.º | —    | —    | —    | —    | —    | —    | —    | —    | —    | —    | —    | —    |
|         | Tour de France  | —    | —     | —    | —    | —    | —    | —    | —    | —    | —    | —    | —    | —    | —    |
|         | Volta a Espanha | —    | —     | 60.º | —    | —    | —    | —    | —    | —    | —    | —    | —    | —    | —    |

—: não participa
Ab.: abandono

## Equipas
- Xacobeo Galiza (2008-2010)
- Rádio Popular-Onda (2011-2012)
- Quinta da Lixa (2013-2015)
  - OFM-Quinta da Lixa (2013-2014)
  - W52-Quinta da Lixa (2015)
- Delko[1] (2016-)
  - Delko Marseille Provence KTM (2016-2018)
  - Delko Marseille Provence (2019)
  - NIPPO DELKO One Provence (2020)
  - Team Delko (2021-)